# Michiko Shoda
L'emperadriu Michiko, (皇后美智子 Kōgō Michiko), nascuda Michiko Shōda (正田 美智子, Shōda Michiko) el 20 d'octubre de 1934, és la muller i consort de l'Emperador del Japó, Akihito.
Ha estat la primera plebea a casar-se amb un membre de la família imperial japonesa, que se'n tingui constància històrica. El seu títol complet és, Sa Imperial i Majestuosa Emperadriu del Japó.
Ha tingut tres fills amb l'emperador. El més gran, Naruhito, és l'actual hereu al Tron del Crisantem. Com a princesa i, després, com emperadriu, s'ha convertit en la consort imperial que ha gaudit de més visibilitat pública i la que més ha viatjat.

## Primers anys i educació
Michiko Shodan va néixer el 1934 a l'Hospital Universitari de Bunkyō, Tòquio. És la segona de quatre germans nascuts del matrimoni entre Hidesaburo Shodan (正田英三郎 Shōda Hidesaburō; 1903-1999), industrial fariner, president i més tard president honorari del Nisshin Flour Milling Company, i Fumiko Soejima (副島富美子 Soejima Fumiko; 1909-1988). Té un germà gran anomenat Iwao, un germà petit que es diu Osamu i una germana petita anomenada Emiko.

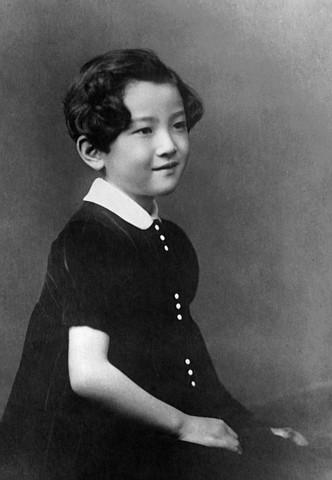
Michiko el 1940.

Criada a Tòquio en el si d'una familia benestant, va rebre una bona educació amb tints tradicionals i occidentals. Va aprendre anglès, a tocar el piano i l'arpa, i va rebre lliçons de pintura i cuina. En els seus primers anys de formació va tenir tutors privats i, més tard, va assistir a l'Escola Primària Futaba, a Kojimachi, un veïnat del barri de Chiyoda de Tòquio. Tot i axí va haver d'abandonar l'escola quan era a quart curs a causa dels bombardejos nord-americans. El 1946 va tornar a Tòquio i va acabar la formació primària a Futaba. Posteriorment es va matricular a l'Escola Secundària Minato, també a Tòquio, i a l'Escola del Sagrat Cor. Es va graduar el 1953.
El 1957 es va llicenciar en Literatura Anglesa amb cum laude per la Universitat del Sagrat Cor de Tòquio. També va assistir a cursos a la Universitat Harvard i a la Universitat de Oxford.
Tot i que prové d'una família catòlica i que va assistir a centres educatius privats catòlics, mai no s'ha batejat.
Quan va acabar els seus estudis universitaris, i pel fet que provenia d'una família adinerada, els seus pares es van preocupar pel futur matrimoni de la seva filla, que ja havia tingut diversos pretendientes.

## Compromís i matrimoni
L'agost de 1957, Michiko es va trobar amb el príncep hereu Akihito en una pista de tennis a Karuizawa. El Consell de la Casa Imperial (un òrgan compost pel Primer Ministre, els presidents de les dues cambres, el president del Tribunal Suprem i dos membres de la família imperial) va aprovar formalment el compromís del príncep hereu amb Michiko Shodan el 27 de novembre de 1958. Al mateix temps, els mitjans de comunicació van parlar de la "novel·la de la pista de tennis" i van presentar la seva trobada com un veritable "conte de fades".
La cerimònia de compromís (Nosai no Gi) es va dur a terme el 14 de gener de 1959.
Inicialment es va intentar ocultar el fet que la futura princesa, encara que filla d'un ric industrial, era d'extracció plebea. Els mitjans de comunicació i la majoria de les persones familiaritzades amb la monarquia japonesa havien assumit que l'Agència de la Casa Imperial hauria seleccionat una bona esposa per l'hereu d'entre les joves filles dels aristòcrates del país.
Alguns tradicionalistes també es van oposar al fet que el príncep hereu es casés amb una catòlica que, malgrat no haver estat mai batejada, havia rebut una educació cristiana. En aquest moment van començar a aparèixer els rumors que l'emperadriu Kōjun, mare de l'hereu Akihito, s'oposava ferventment a aquest enllaç; aquest rebuig de la mare del futur emperador es va confirmar després de la seva mort en l'any 2000, quan va sortir a la llum que l'emperadriu havia fet caure en una profunda depressió a la seva jove.
No obstant això, la jove parella s'havia guanyat la simpatia popular i la de la classe política que governava el país. "Mitchi" s'havia convertit en el símbol de la modernització i democratització del Japó (els mitjans de comunicació japonesos van arribar a parlar del boom Mitchi). Finalment el casament va tenir lloc el 10 d'abril de 1959, en una cerimònia xintoista tradicional. El recorregut nupcial de 8'8 km pels carrers de Tòquio es va omplir amb mig milió de persones que van voler seguir de prop les noces imperials; la televisió va emetre part del casament, convertint-se així en el primer casament imperial emès per televisió al Japó. La cerimònia va ser vista pel voltant de 15 milions d'espectadors.

## Princesa Hereva Consort del Japó

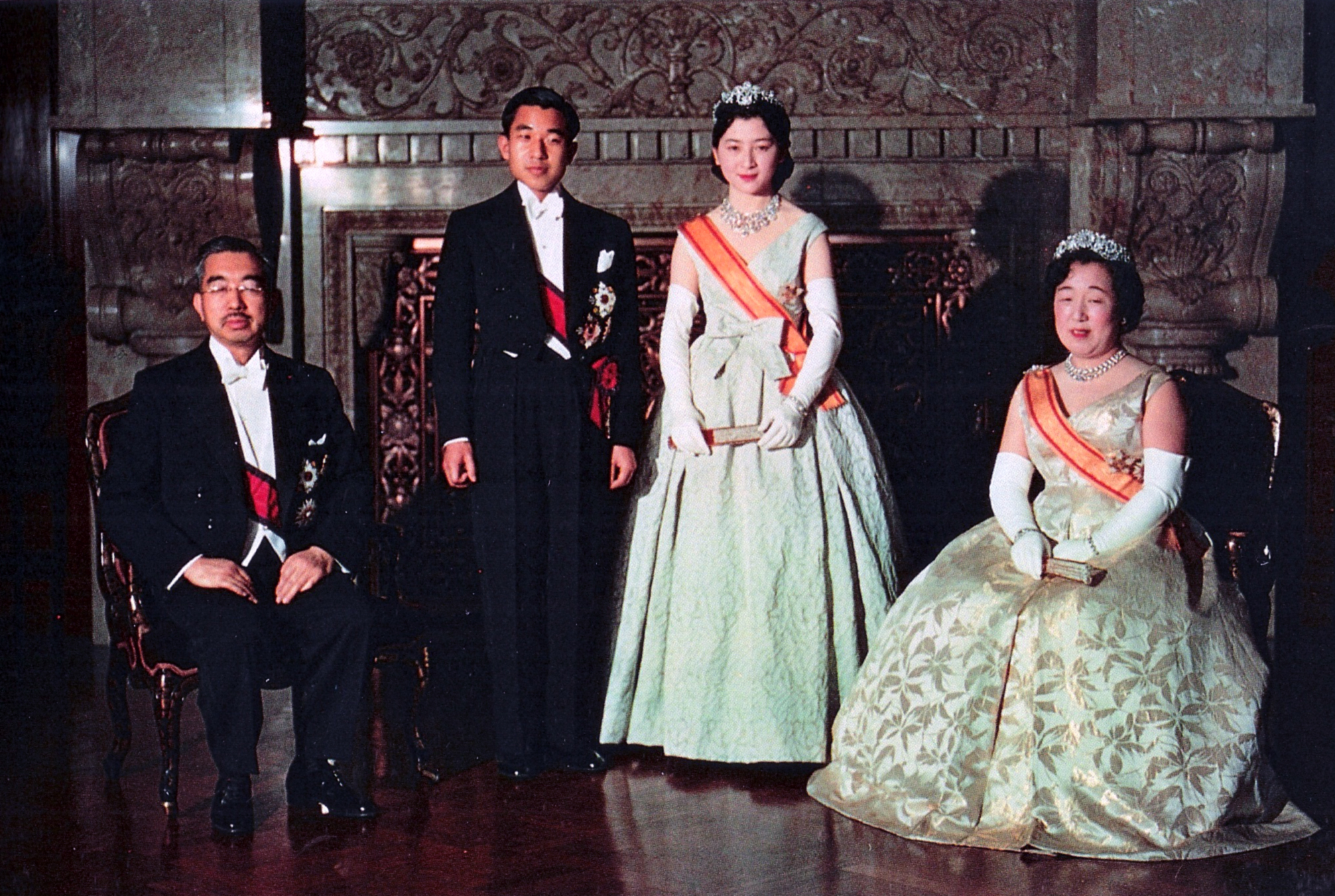
Michiko Shōda el dia del seu casament el 10 d'abril de 1959, en companyia de l'emperador Hirohito i l'emperadriu Nagako.

Després del seu matrimoni la jove parella es va traslladar al Palau Togu, també també conegut amb el nom d'"El Palau Est de la Casa Imperial", que és el lloc tradicional on vivien els hereus al tron del Crisantem. El matrimoni va tenir tres fills:
- Príncep Hereu Naruhito (23 de febrer de 1960 -).

Naruhito ha tingut una filla: Aiko, Princesa Toshi (1 de desembre del 2001 -).
- Príncep Fumihito (30 de novembre de 1965 -).

Fumihito ha tingut tres fills: Princesa Mako (23 d'octubre de 1991 -), Princesa Kako (29 de desembre de 1994 -) i Príncep Hisahito (6 de setembre de 2006 -).
- Princesa Sayako (18 d'abril de 1969 -).

El 1963, Associated Press va informar que la princesa hereva Michiko, amb aproximadament tres mesos d'embaràs, havia patit un avortament el 22 de març a Tòquio.
La tradició exigia que els fills de la família imperial s'havien de separar dels seus pares per a rebre lliçons per part de prefectes i institutrius. Tanmateix, tant Akihito com Michiko van trencar amb aquesta tradició i van decidir criar i tenir cura ells mateixos dels seus tres fills; fins i tot Michiki va decidir donar-los el pit ella mateixa.
Durant els seus anys d'hereus la parella de prínceps van fer nombroses visites a les 47 prefectures japoneses, trencant diverses vegades el protocol establert. A més van visitar 37 països entre 1959 i 1989.
Alguns cops Michiko ha patit crisis nervioses a causa de la pressió dels mitjans de comunicació i de la seva sogra. Això li va fer perdre la veu durant almenys set mesos en la dècada de 1960 i altre cop a la tardor de 1993.

## Emperadriu Consort del Japó

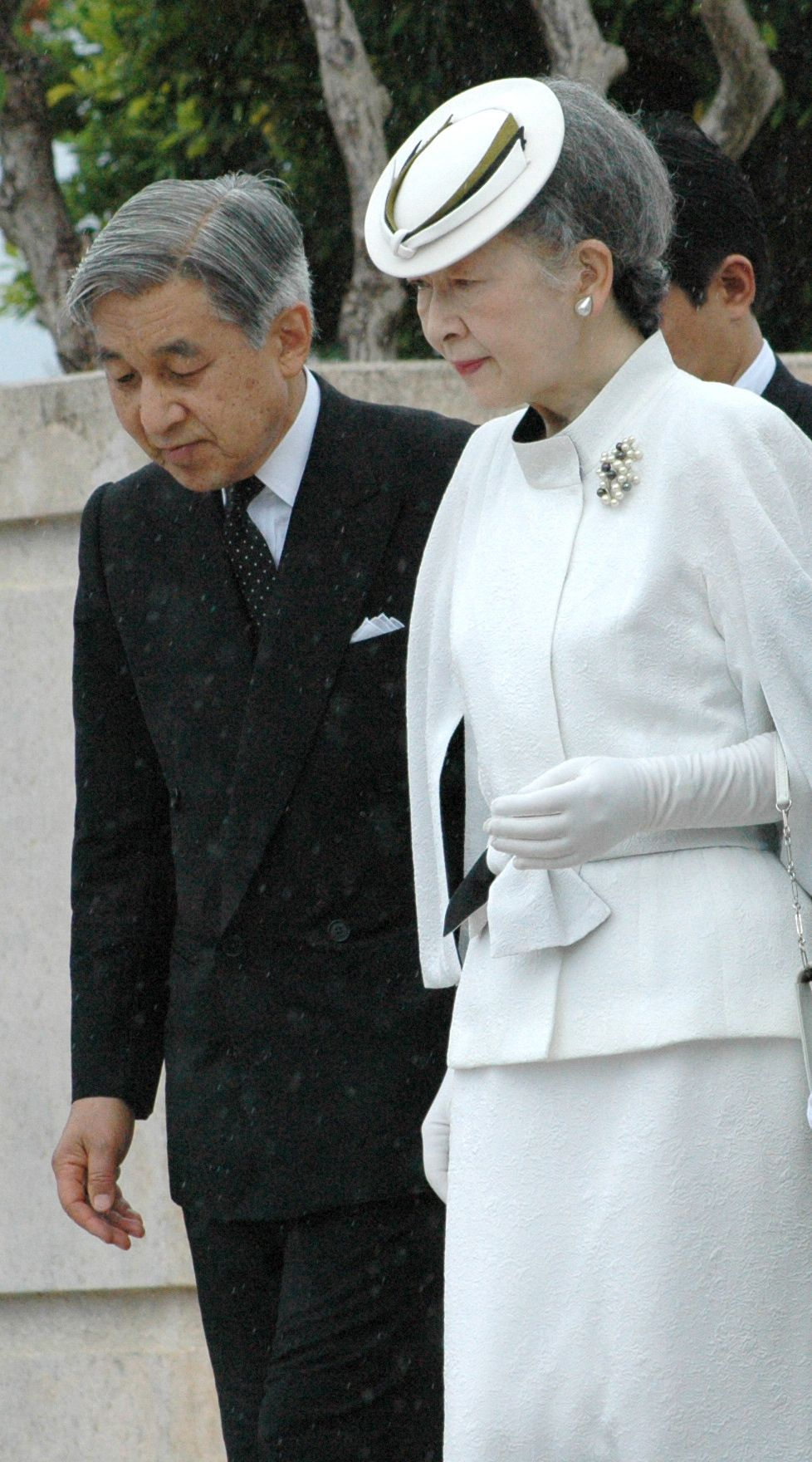
Michiko i el seu marit el 2005.

Amb la mort de l'emperador Shōwa el 7 de gener de 1989, el príncep Akihito es va convertir en l'emperador número 125 del Japó, i Michico en emperadriu consort. Els nous emperadors van ser entronitzats en el Palau Imperial de Tòquio el 12 de novembre de 1990.
Des de la seva entronització, els emperadors han visitat 19 països, i han treballat per fer de la família imperial una institució més visible i propera en el Japó contemporani. Seguint la tradició occidental, les funcions oficials de l'emperadriu consort del Japó, a part de visites a altres països, són ajudar al seu marit en els esdeveniments i cerimònies, tant dins com fora del Palau Imperial (ella ha estat al costat de l'Emperador a tot arreu, per exemple, durant la cerimònia d'inauguració dels Jocs Olímpics d'Hivern de 1998 a Nagano), rebre els convidats oficials, inclosos els clients de l'Estat, i també visitar les institucions i serveis socials, culturals i caritatius. Per exemple, el 2007, l'emperadriu va fer tasques oficials en més de 300 ocasions.
L'Agència de la Casa Imperial va anunciar que a partir del 2014 la major part dels viatges i visites oficials de la família imperial serien realitzats pels fills i nets dels emperadors. La seva salut no ha tingut res a veure amb aquesta decisión.
S'espera que l'emperadriu sigui l'encarnació dels valors tradicionals, com la modèstia i la puresa. Michiko ha demostrat un fort sentit del deure al llarg de la seva vida, el que l'ha feta molt popular entre els japonesos. Participa en cerimònies religioses amb l'emperador, com visites al Gran Santuari d'Ise, altres santuaris sintoistes i mausoleus imperials per resar als esperits ancestrals de la família imperial.

## Treballs publicats
L'emperadriu Michiko ha compost nombrosos poemes, incloent waka. Alguns d'ells han estat publicats: una sèrie de composicions wakas per Akihito i Michiko, llavors prínceps hereus, van ser publicats el 1987 i reimpresos el 1991 sota el títol Tomoshibi: Light. També un recull de 367 wakas de l'emperadriu van ser publicats el 1997 amb el títol Seoto (瀬 音 Literalment "El So Actual"); 53 d'aquestes composicions van ser traduïdes al francès i publicades a França amb el títol de Se-oto, song of the ford.
Un dels seus poemes més coneguts és el que va compondre després del naixement del seu primer fill (1960), Cançó de bressol de l'arbre de seda.
El 1991, Michiko va escriure un llibre per a nens, il·lustrat per Wako Takeda: Hajimete no Yamanobori ("La meva Primera Muntanya").

## Aficions
L'emperadriu gaudeix especialment llegint, escoltant música i tocant el piano. Per la seva banda, el seu espòs Akihito sap tocar el violí i el seu fill gran, Naruhito, el violoncel.

## Algunes distincions honorífiques

### Distincions honorífiques japoneses
- Dama gran cordó de l'Orde de la Preciosa Corona.
- Condecoració de la Creu Roja Japonesa.
- Medalla d'Or de la Creu Roja Japonesa.

### Distincions honorífiques alemanyes
- Gran Creu de Classe Especial de l'Orde al Mèrit de la República Federal Alemanya.

### Distincions honorífiques belgues
- Gran Cordó de l'Orde de Leopold I.[15]

### Distincions honorífiques daneses
- Cavaller de l'Orde de l'Elefant.

### Distincions honorífiques espanyoles
- Dama gran creu de l'Orde d'Isabel la Catòlica (20/01/1972).[16]
- Dama gran creu de l'Orde de Carles III (07/10/1994).[17]

### Distincions honorífiques italianes
- Gran Creu de l'Orde al Mèrit de la República Italiana.[18]

### Distincions honorífiques portugueses
- Gran Creu de l'Orde Militar de Sant Jaume de l'Espasa.[19]
- Gran Creu de Orde de l'Infant Dom Henrique.